# Selección de fútbol de Rapa Nui
La selección de fútbol de Rapa Nui es un equipo de fútbol amateur de Chile que representa a dicha isla. Esta selección representa a la Asociación de Fútbol Amateur de la Isla de Pascua (AFIPA), fundada en 1975, [cita requerida] y que está asociada a la Asociación Nacional de Fútbol Amateur de Chile (ANFA). [cita requerida]
Desde 2019 el equipo estuvo afiliado a la ConIFA, desde 2010 a la COSANFF, y desde julio de 2020 es miembro de la WUFA.

## Historia
El primer partido de su historia se realizó en 1996 en San Juan Bautista ante las Islas Juan Fernández. El resultado fue a favor de Rapa Nui, que ganó por 5:3.
El equipo de Isla de Pascua o Rapa Nui representó a dicho territorio en la XXXII edición de la Copa Chile. El equipo participó en el torneo en un partido contra Colo-Colo, duelo correspondiente a la cuarta fase del torneo, denominada también como fase nacional. Este duelo fue en el estadio de Hanga Roa, el 5 de agosto de 2009. El partido, titulado por la FIFA como El juego del siglo en Rapa Nui para la isla, implicó una remodelación de la única cancha deportiva de la comuna y la formación y preparación de un equipo con jugadores amateurs de la isla a cargo del exjugador Miguel Ángel Gamboa. El encuentro fue transmitido a nivel nacional por Canal 13, y terminó con una derrota por 4 goles a 0.
Rapa Nui también participó del Campeonato Nacional de fútbol de Pueblos Originarios, un torneo de fútbol para pueblos indígenas de Chile y América del Sur, que se realizó en tres ocasiones, en distintas ciudades a lo largo de Chile. Rapa Nui participó en las tres ediciones. Conquistó la primera edición (realizada en 2012) del torneo tras vencer en penales al seleccionado Mapuche. Pese a ser el primer campeón, Rapa Nui no pudo revalidar el título en las siguientes ediciones (realizadas en 2013 y 2015), quedándose en ambas con el tercer lugar. En la tabla histórica de este torneo, Rapa Nui se encuentra en el segundo lugar con 31 puntos conseguidos en 14 partidos (producto de 10 victorias, 1 empate y 3 derrotas), quedando solo por detrás de la selección Mapuche que cuenta con 33. 
Además de las participaciones en estos torneos organizados en Chile, esta selección participó en el Festival de las islas de Tahití (en francés, Festival des îles), torneo de fútbol, fútbol sala y fútbol playa organizado por la Federación Tahitiana de Fútbol, el cual era disputado por clubes de diversas islas polinésicas (todas, excepto Rapa Nui, pertenecientes a la Polinesia Francesa). La selección de Rapa Nui participó en dos ocasiones; en las ediciones de 2018 y 2019.
En 2018 fue parte del grupo A, junto a otros cuatro equipos. La selección rapanui dirigida por Pablo Tepano Pate terminó tercera de su grupo con 9 puntos, producto de dos victorias (cada una daba 4 puntos), un empate con tanda de penales perdida (un empate se desempataba con una tanda de penales. Si ganabas la tanda de penales, ganabas dos puntos, si perdías, conservabas un punto) y una derrota (que no daba ningún punto). Pese a que le ganó al máximo campeón del torneo, el AS Saint-Étienne (Ua Pou), ganador de cuatro ediciones, por 2 goles a 1 y también al club AS Mira (Moorea), dos veces campeón, por 4 goles a 3, no pudo pasar a la segunda ronda, en este caso los cuartos de final, ya que pasaban solo los dos primeros de cada grupo.  
Por su parte, en 2019, dirigidos por Carlos Díaz y Héctor Osorio, la selección de fútbol masculina Rapa Nui fue parte del grupo A, junto a otros seis equipos, en el cual terminó cuarto con 12 puntos, producto de tres victorias (cada una daba 4 puntos) y tres derrotas. Nuevamente quedó fuera en esta fase de grupos, ya que a la segunda fase, en esta edición semifinales, pasaban solo los dos mejores de cada grupo. De esta edición, destaca la única participación del seleccionado femenino en este torneo. Las dirigidas por Vai Iti Tuki y Maicol Fuenzalida terminaron cuartas del torneo de fútbol femenino, el cual estaba compuesto por trece equipos.

## Hoko
La selección de fútbol de la isla, al igual que el combinado de rugby de Nueva Zelanda, realiza la danza de guerra, en el caso de Rapa Nui recibe el nombre de hoko. Este es realizado antes de cada encuentro y es práctica común en diversas islas polinésicas, que fue popularizada por el haka realizado por los All Blacks de Nueva Zelanda.

## Palmarés

### Torneos nacionales
- Campeonato nacional de fútbol de Pueblos Originarios (1): 2012[20]

## Desempeño en competiciones

### Campeonato nacional de fútbol de Pueblos Originarios
| Año   | Posición | PJ | PG | PE | PP | GF | GC | DG  |
| ----- | -------- | -- | -- | -- | -- | -- | -- | --- |
| 2012  | Campeón  | 4  | 3  | 1  | 0  | 24 | 5  | +19 |
| 2013  | 3º lugar | 5  | 3  | 0  | 2  | 12 | 6  | +6  |
| 2015  | 3º lugar | 5  | 4  | 0  | 1  | 13 | 7  | +6  |
| Total | 3/3      | 14 | 10 | 1  | 3  | 49 | 18 | +31 |

## Estadio
La selección de Rapa Nui juega sus partidos en el Estadio de Hanga Roa, ubicado en dicha ciudad y tiene capacidad para 3.000 personas.